# Al-Gharafa Stadium
Das Al-Gharafa Stadium (auch Thani Bin Jassim Stadium genannt, arabisch ملعب ثاني بن جاسم, DMG Malʿab Ṯānī b. Ǧāsim oder ملعب الغرافة / Malʿab al-Ġarāfa) ist ein Fußballstadion in der Gemeinde ar-Rayyan westlich der katarischen Hauptstadt Doha. Es wurde 2003 errichtet und hat ein Fassungsvermögen von 25.000 Zuschauern. Hauptnutzer des Stadions sind die Fußballvereine al-Gharafa SC und Umm-Salal SC, die dort ihre Heimspiele in der Qatar Stars League austragen.
Das Stadion war eine von fünf Spielstätten der Asienmeisterschaft 2011. Für das Jahr 2022 war es ursprünglich als Austragungsort für die Fußball-Weltmeisterschaft vorgesehen. Auch der dafür vorgesehene Umbau, der die Kapazität auf 44.740 erhöhen sollte, fand nicht statt, es blieb bei einem Fassungsvermögen von 25.000 Zuschauern.